# The Continuing Story of Bungalow Bill
"The Continuing Story of Bungalow Bill" é uma canção dos Beatles composta por John Lennon, creditada a dupla Lennon-McCartney, e lançada no álbum The Beatles ou "Álbum Branco" de 1968.

## Origens da Criação
A música é uma sátira as ações de um rapaz americano chamado Richard A. Cooke III, conhecido como Rik, que estava indo visitar sua mãe, Nancy Cooke de Herrera, no retiro de Maharishi Mahesh Yogi em Rishikesh, na mesma época da presença dos Beatles.
Nessa época, Rik, Nancy e muitos outros saíam em elefantes, munidos de espingardas para caçar tigres alegando ser uma tradição da Índia. Porém Lennon desaprovara essa atitude do tipo “primeiro mata animais, e posa pra fotos como herói, depois medita e lava a alma perante aos Deuses.”
Lennon mais tarde conta sua versão da estória na entrevista para a Playboy: “Bungalow Bill, era sobre esse rapaz em Rishikesh, que atirava nos pobres tigres, e depois voltava para se cominar com Deus. Eu combinei um personagem chamado Jungle Jim, os Bangalôs que ficávamos e Buffalo Bill e criei essa canção culminada em crítica-social à juventude e um pouco de sarcasmo também.”

## Letra
Na letra Lennon narra as aventuras de Rikely e Nancy, criando esse personagem Bungalow Bill e fazendo citações sobre as jornadas de elefantes no meio da selva para praticar a caça dos tigres.

## Gravação
A música é aberta com um solo de violão no estilo flamenco, criado por um Mellotron (e que, em alguns relançamentos para CD, fecha a música anterior, “Wild Honey Pie”), seguido por um refrão, cantado pelos Beatles, a então esposa de Ringo, Maureen Cox, e Yoko Ono (esta última sendo a única voz feminina em gravação dos Beatles a cantar uma linha inteira).
A música foi gravada no Abbey Road Studios, em 8 de outubro de 1968 e foi completado com a inclusão de todos os overdubs nessa mesma sessão. Os Beatles também completaram outra canção de Lennon, “I'm So Tired”, durante a mesma sessão de gravação.

## Ficha técnica
- John Lennon – vocal, violão, órgão, Mellotron
- Paul McCartney – vocal de apoio, baixo
- George Harrison – vocal de apoio, violão
- Ringo Starr – vocal de apoio, bateria, pandeirola
- Chris Thomas – Mellotron
- Yoko Ono – vocal, vocal de apoio
- Maureen Cox (e outros) – vocal de apoio

De acordo com Ian MacDonald